# Club Azur
Club Azur è un album del DJ francese Kungs, pubblicato il 18 marzo 2022. Dall'album sono stati estratti i singoli Never Going Home, Lipstick e Clap Your Hands.

## Tracce
1. Zebulon – 1:48
2. Fashion – 4:31
3. Never Going Home – 2:49
4. Clap Your Hands – 3:09
5. Quanto Tempo – 4:06
6. Lipstick – 3:00
7. Lullaby – 4:08
8. People – 3:44
9. Regarde-moi – 3:01
10. Without You – 5:42
11. Paris – 4:32

Durata totale: 40:30

## Classifiche
| Classifica (2022) | Posizione massima |
| ----------------- | ----------------- |
| Belgio (Fiandre)  | 192               |
| Belgio (Vallonia) | 106               |
| Francia           | 11                |
| Italia            | 33                |
| Svizzera          | 45                |